# Bartimæus (Bartimæus-trilogien)
Bartimæus er en fiktiv personlighed i serien "Bartimæus-trilogien" af den engelske børnebogsforfatter Jonathan Stroud.
Bartimæus er en sarkastisk 4. grads djinni, der har mødt stærke personer som Salomon og Ptolemæus. I løbet af trilogien arbejder han for drengen Nathan.